# Az-Zara (Hama)
Az-Zara (arab. ‏الزارة‎) – wieś w Syrii, w muhafazie Hama, zamieszkana głównie przez alawitów. W spisie z 2004 roku liczyła 929 mieszkańców.

## Historia

### Wojna domowa w Syrii
12 maja 2016 wieś zaatakowali terroryści islamscy z Dżabhat an-Nusra i Ahrar asz-Szam. Po zdobyciu miejscowości, bronionej przez prorządowe milicje, islamiści dopuścili się masakry ludności alawickiej. Zginęło co najmniej 8 milicjantów i 19 cywilów, a wielu kolejnych uprowadzono. 25 maja 2016 armia syryjska odnalazła tam ciała kolejnych 42 ofiar.